# David Fiuczynski
David Fiucynski, né le 5 mars 1964, est un guitariste, compositeur et arrangeur américain. Il joue des styles aussi variés que le jazz, le rock, le funk et des musiques orientales. Son utilisation personnelle du vibrato ainsi que de guitares fretless (sans frettes) le rapprochent des inflexions (glissandos descendants, par exemple) typiques d'instruments tels que le sitar ou l'oud. Fiuczynski se décrit lui-même comme un jazzman ne souhaitant pas se limiter au jazz[réf. nécessaire].

## Biographie

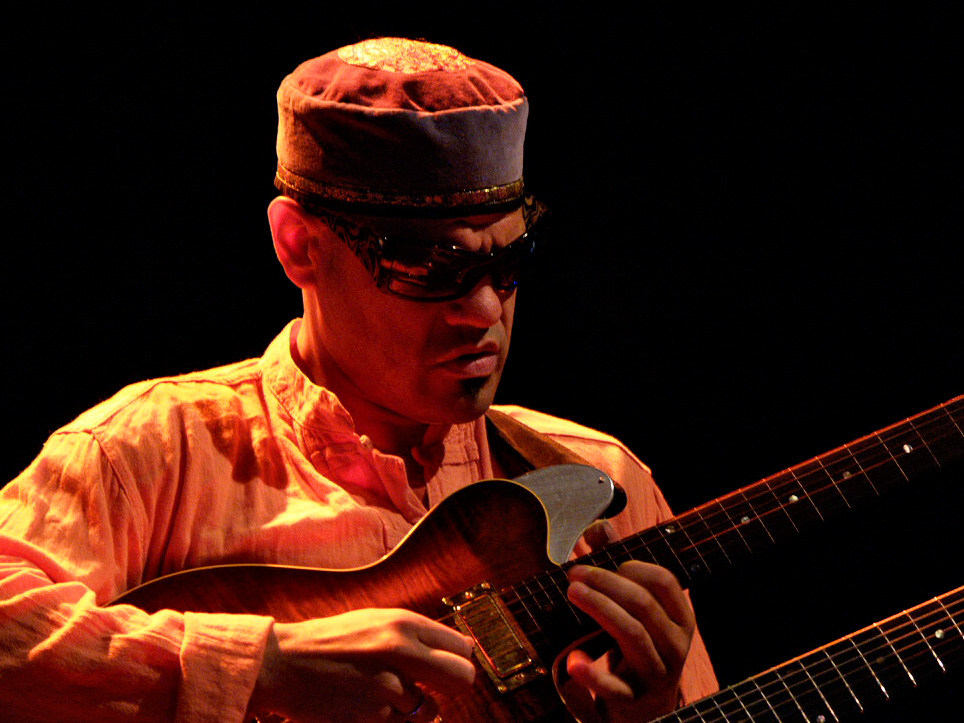
David Fiuczynski au festival Moers (2007)

Sa carrière est lancée en 1994 avec la sortie de l'album Lunar Crush, fruit de sa collaboration avec John Medeski, clavièriste du trio Medeski Martin and Wood. Les deux musiciens souffraient tous deux d'une tendinite, et c'est dans la salle d'attente de leur médecin commun que Fiuczynski rencontre Medeski, qu'il admire. Lunar Crush est élu « Disc Of Destiny » par le magazine Guitar Player.
Un an après, il sort un album avec son groupe Screaming Headless Torsos, 1995, orienté funk-rock et à consonance jazz. Le groupe y signe une reprise de Little Wing (Jimi Hendrix), une reprise version reggae du standard Blue In Green (Miles Davis/Bill Evans), et l'emprunt du thème de One Phone Call/ Street Scenes(Miles Davis).
De nombreuses collaborations s'ensuivent, notamment avec Me'shell Ndegeocello, Hasidic New Wave, The Screaming Headless Torsos, Hiromi Uehara, et Billy Hart.
Fiuczynski a sorti également plusieurs albums solos.

## Discographie

### Avec les Screaming Headless Torsos
- 1995 : 1995
- 1996 : Live!
- 2001 : Amandala
- 2005 : 2005
- 2005 : Live In NY & Paris DVD

### Avec Hasidic New Wave
- 1997 : Jews And The Abstract Truth
- 1998 : Psycho Semitic
- 1998 : Kabalogy

### Avec Me'Shell NdegeOcello
- 1993 : Plantation Lullabies
- 1996 : Peace Beyond Passion

### Avec Billy Hart
- 1996 : Oceans Of Time
- 1998 : Amethyst

### Avec Hiromi Uehara
- 2003 : Another Mind
- 2007 : Time Control

### Albums Solos
- 1999 : Black Cherry Acid Lab
- 2000 : JazzPunk
- 2003 : KiF (avec Rufus Cappadocia)
- 2009 : KiF Express